# Locomotive Mallet
Pour les articles homonymes, voir Mallet.

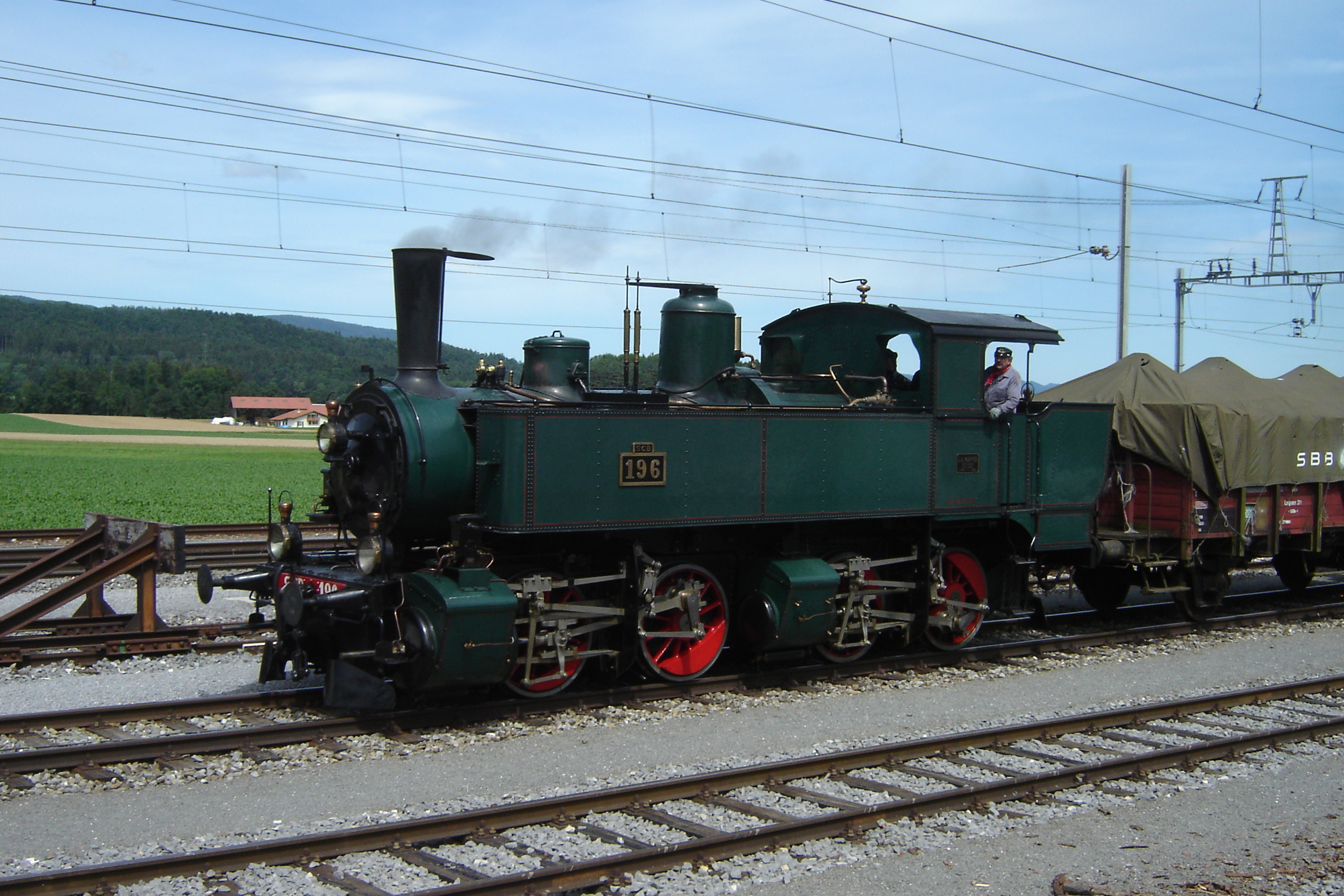
Locomotive articulée Mallet 020-020, des chemins de fer suisses

Une « Locomotive Mallet » est l'appellation courante donnée à une locomotive à vapeur articulée compound, système breveté en 1884 par l'ingénieur suisse Anatole Mallet.

## Brevet d'Anatole Mallet
Anatole Mallet, ingénieur suisse, diplômé de l'école centrale de Paris, veut réaliser une locomotive de grande puissance, capable d'évoluer sur des voies sinueuses. Il dépose en 1884 un brevet pour une locomotive compound à quatre cylindres, articulée en deux trains moteurs : le train moteur avant, avec ses roues motrices, pivotant comme un bogie, porte les cylindres basse pression tandis que le train moteur arrière, portant les cylindres haute pression, est fixe. Pour assurer, correctement, l'inscription en courbe, l'axe de rotation du train moteur avant est, non pas au centre géométrique, mais à l'arrière de cet ensemble. Les trains moteurs sont appelés groupe avant et arrière ou groupe BP et groupe HP.

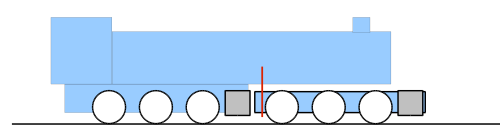
Principe d'une Mallet 030+030. L'axe de rotation est tracé en rouge, les cylindres sont en gris.

La disposition des essieux d'une locomotive Mallet de type 130+031 est, en classification UIC, (1'C)C1'.

## Les locomotives «Mallet»

### «Mallet» dans le monde
Lors de l'Exposition Universelle de 1900, la « locomotive Mallet 4/4 no 4405 de l'État hongrois » est exposée. Le rapport du jury sur cette machine fait état en note d'une estimation de 400 locomotives « Mallet », c'est-à-dire « compound articulées à quatre cylindres » en service dans différentes régions du monde.

### «Mallet» en Europe
La première machine de ce type fut une locomotive de type 020+020T pour voie de 60, étudiée par Paul Decauville, mais construite en Belgique en 1887 par les Ateliers métallurgiques. Malgré l'efficacité de la formule, l'utilisation du type articulé Mallet sera souvent réservée au matériel à voie étroite en Europe, alors qu'il donnera naissance aux plus grosses locomotives jamais construites aux États-Unis.

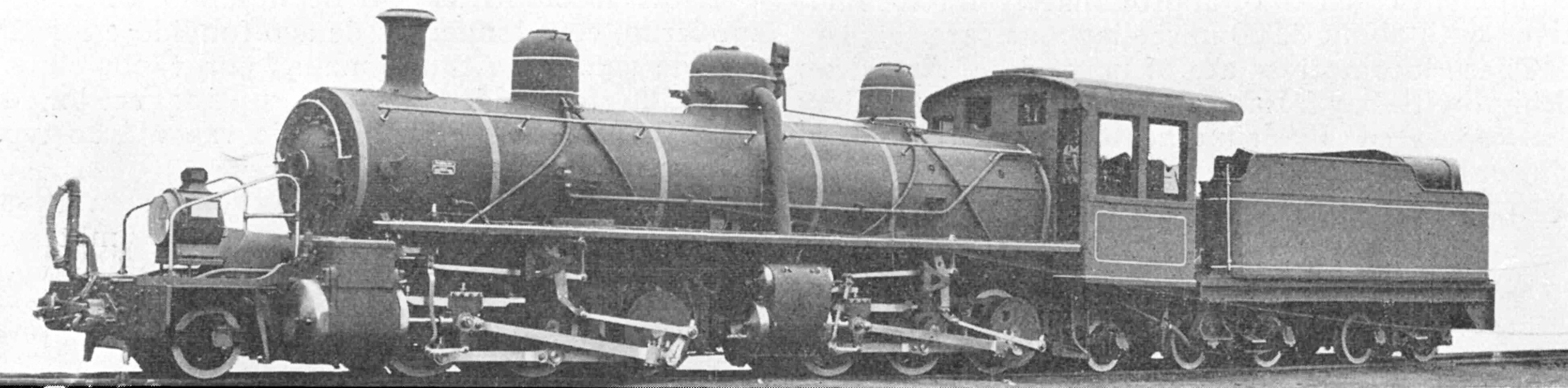
Mallet 130+031 construite par American Locomotive Company ALCO pour les chemins de fer Serbes. Voie étroite (2'6" - 0,76m).
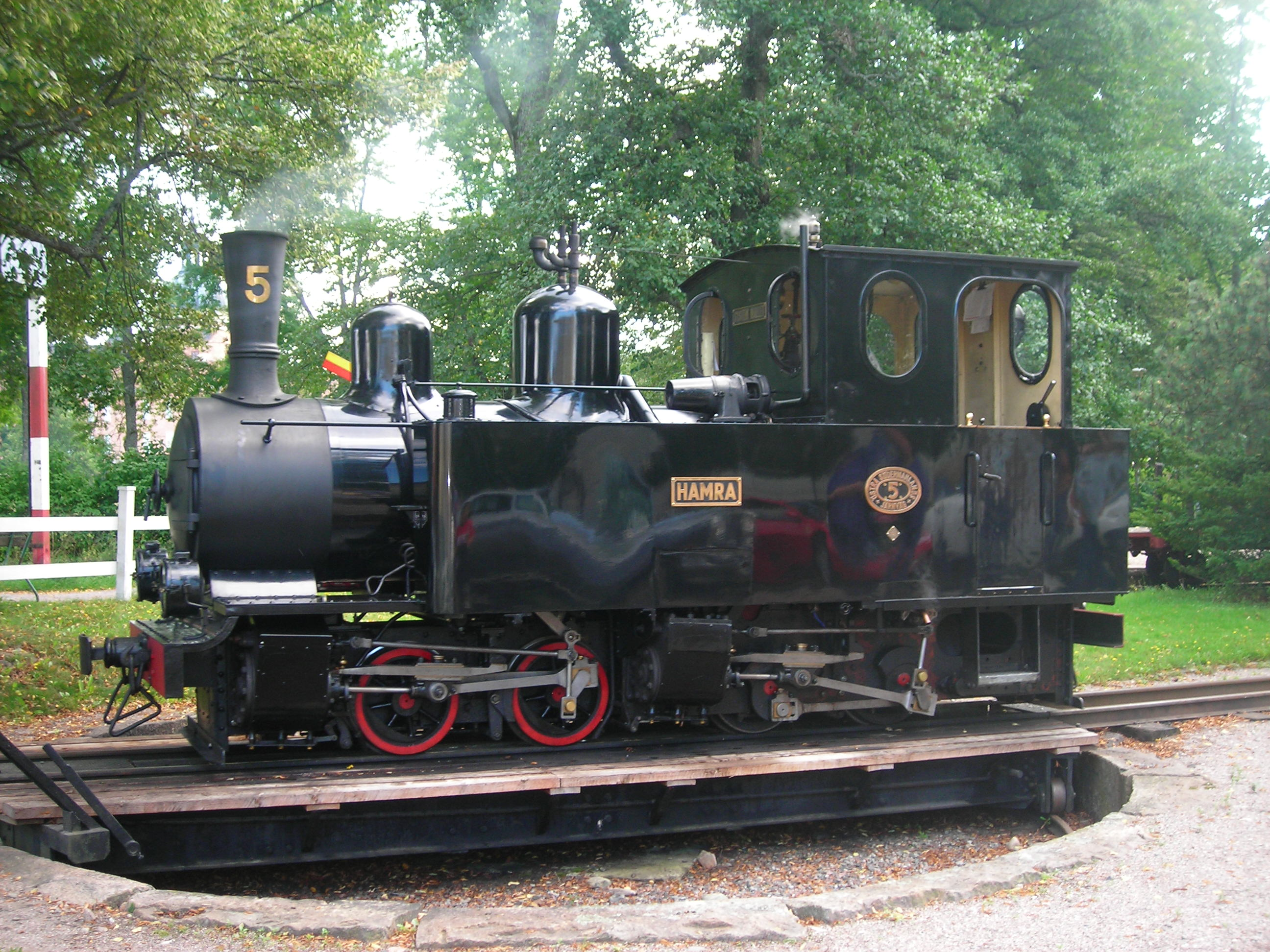
Locomotive articulée Mallet 020-020T, Orenstein & Koppel (voie de 60), en Suède.
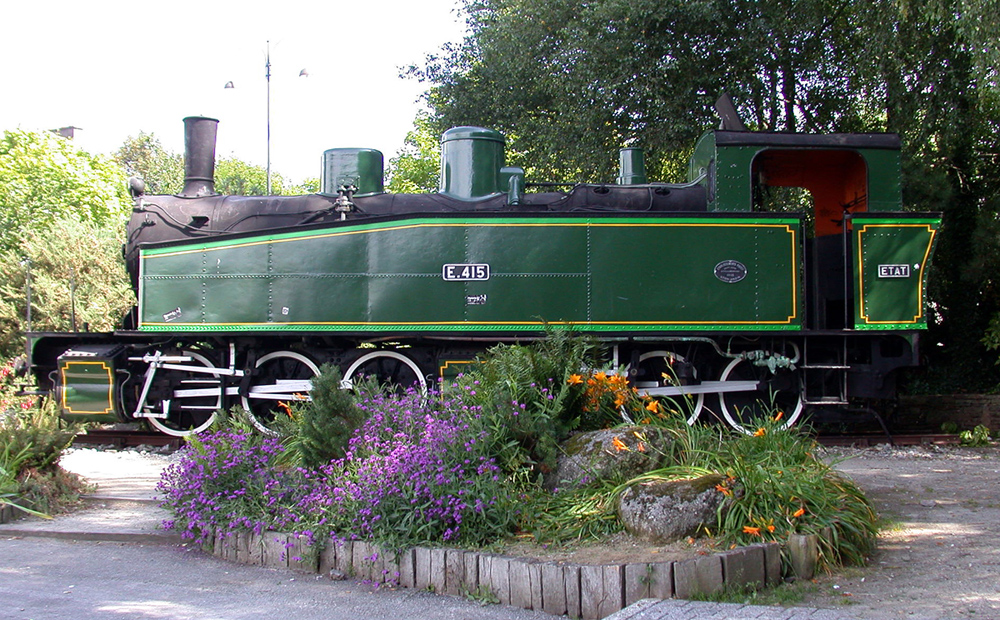
Locomotive 030+030T Piguet à voie métrique du réseau breton, exposée en monument à Carhaix.
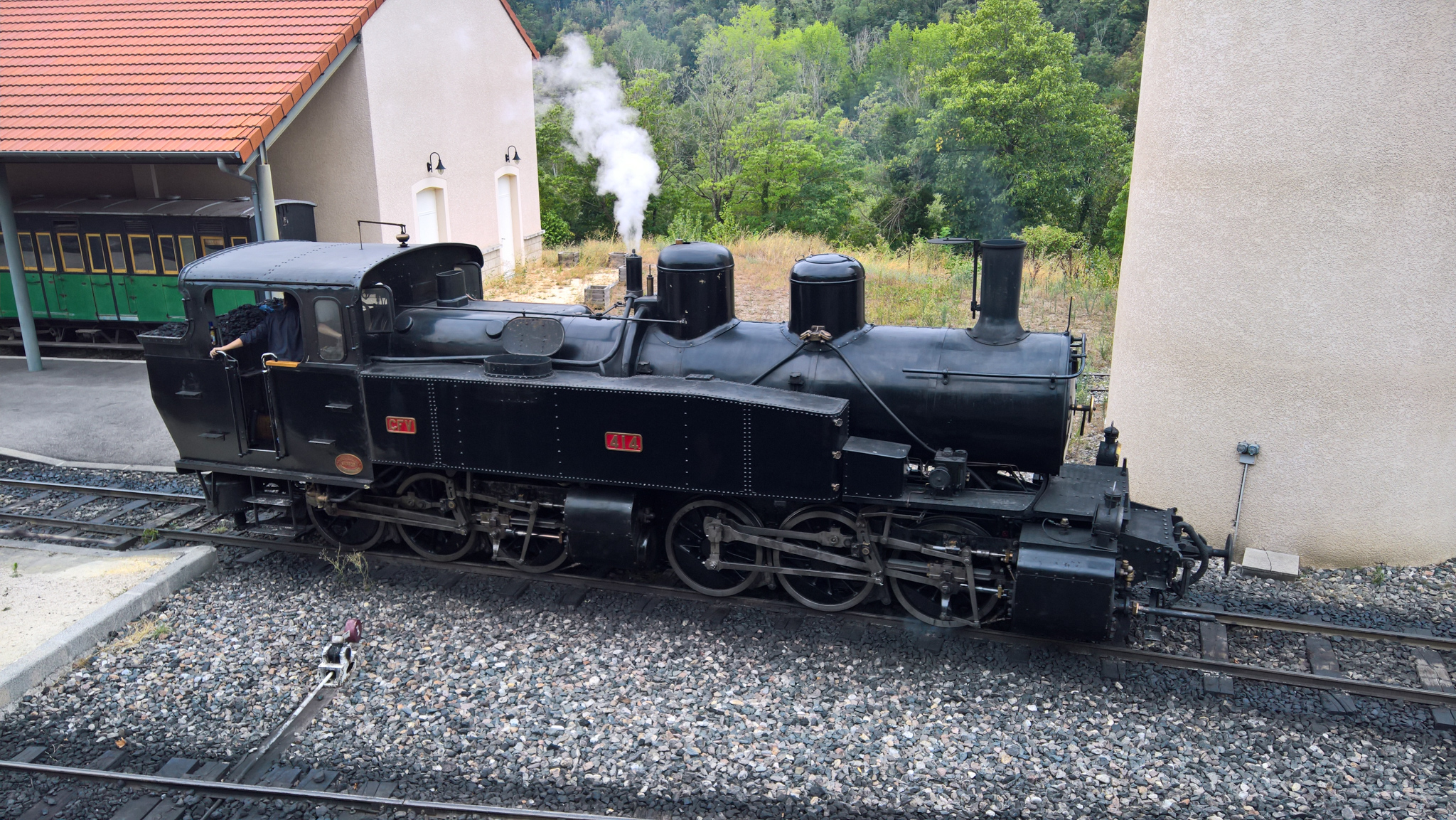
Locomotive à voie métrique, type 030+030T en service sur le Chemin de fer du Vivarais et construite par la SACM.
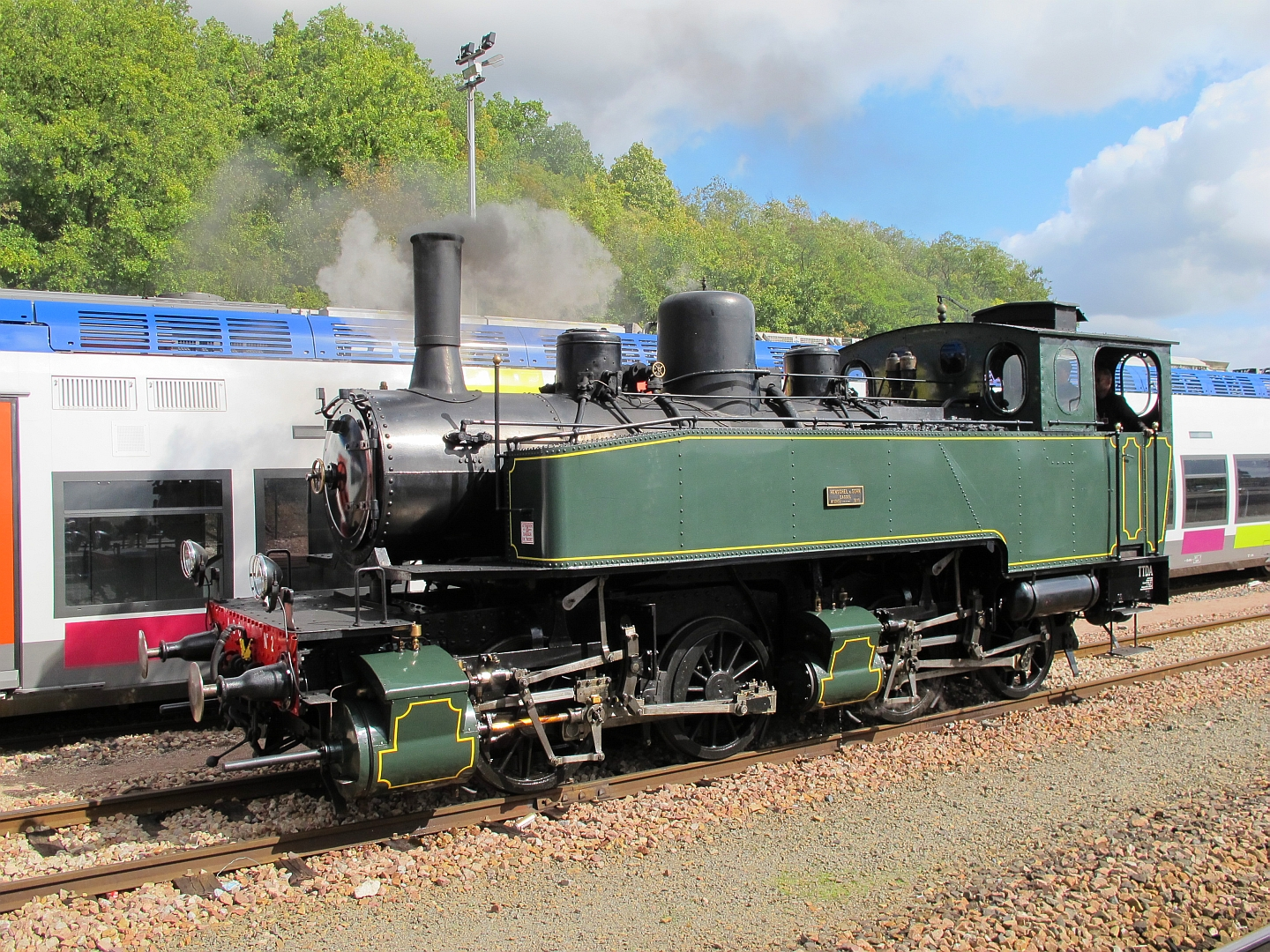
Locomotive à voie normale type 020+020T Henschel, en service sur le Train Thur Doller Alsace.
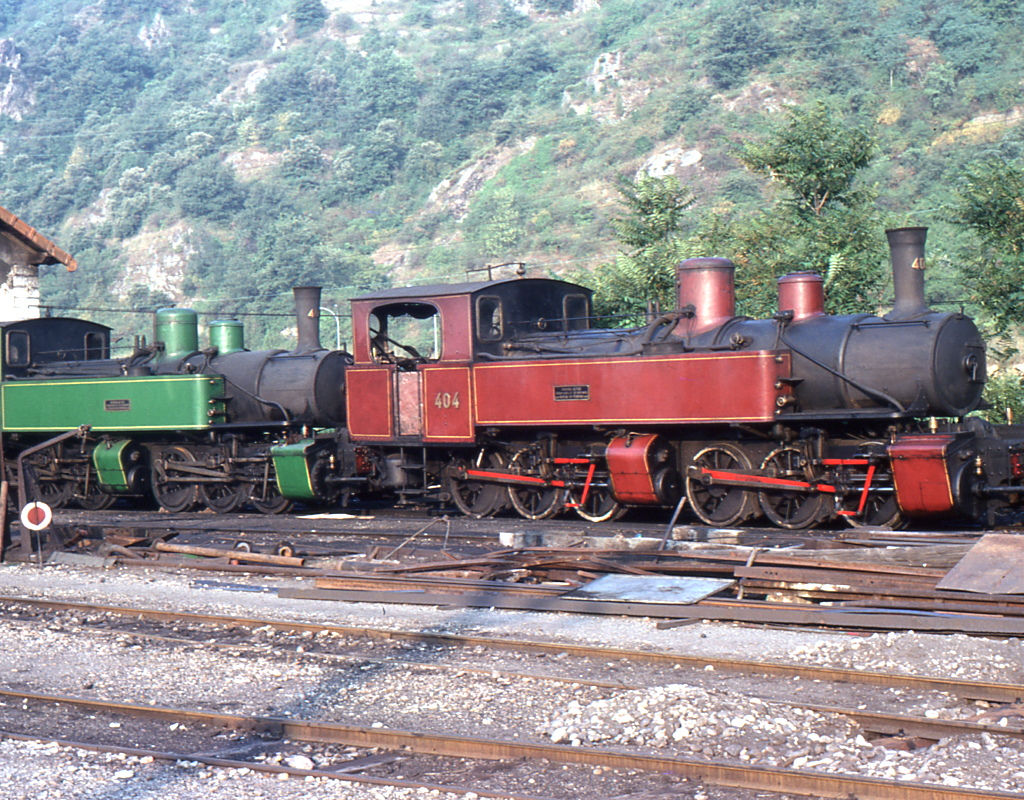
Les Mallet n° 403 et 404 à voie métrique, sur le Chemin de fer du Vivarais à Tournon en 1978.

### «Mallet» en Amérique
Le premier réseau utilisateur dans ce pays est le Baltimore & Ohio Railroad avec une 030+030 en 1904. Cette machine construite par American Locomotive Company s'appelait « Maude ». La qualité de ses performances permet la construction d'une série de locomotives à vapeur du même type mais munies d'un bissel avant, ce qui donne la configuration 130-030 ou 2-6-6-0 (classification américaine).

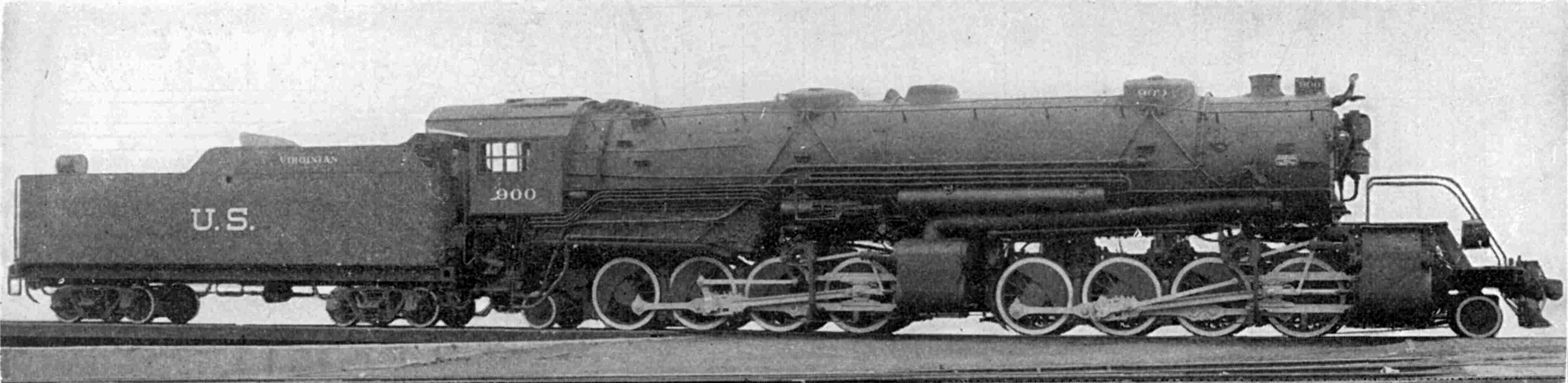
Une Mallet américaine 140+041 de 1922.
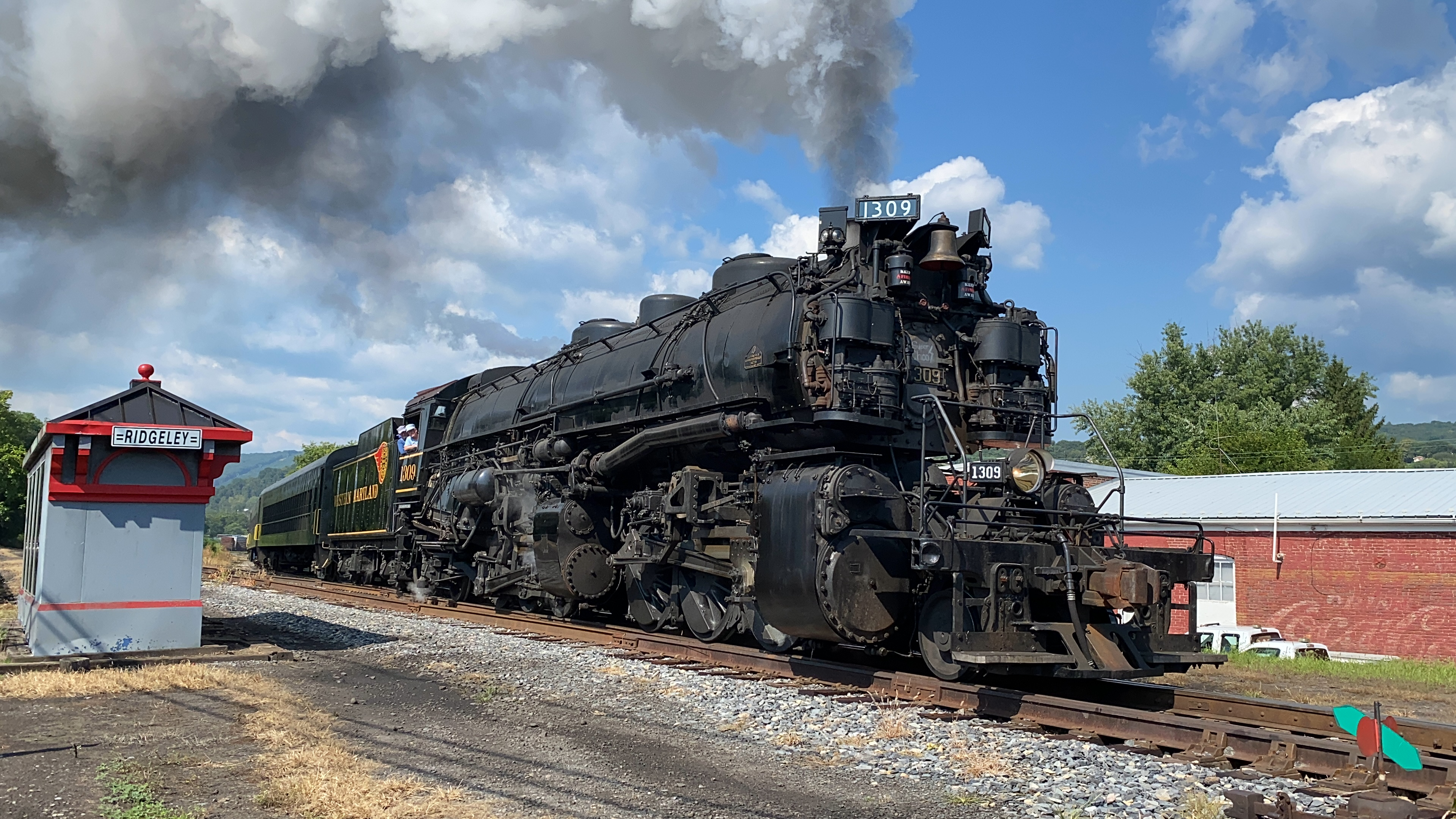
La plus puissante locomotive Mallet actuellement en service, de type 130+031 (en), sur le « Western Maryland Scenic Railroad » en 2022.
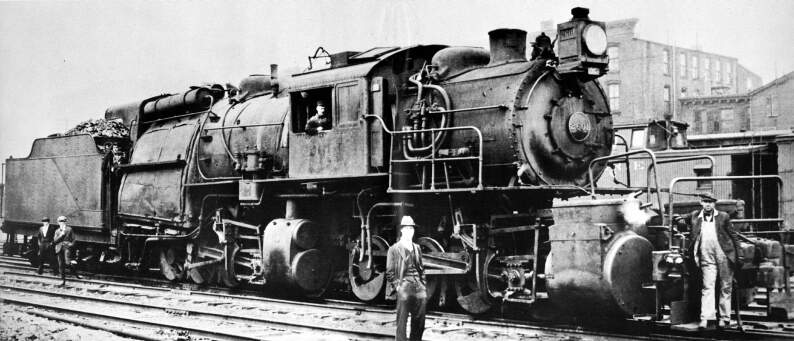
Une 040+040 L-1 du type Camelback (en) de l'Erie Railroad, construite par ALCO en 1907.

### «Mallet» en Afrique
En Afrique, les Mallet ont circulé sur de nombreux réseaux, en Afrique du Nord, sur les réseaux algériens et tunisiens, en Afrique du Sud, en Afrique-Occidentale française et en Tanzanie.
Les machines ont été importées par les puissances coloniales.

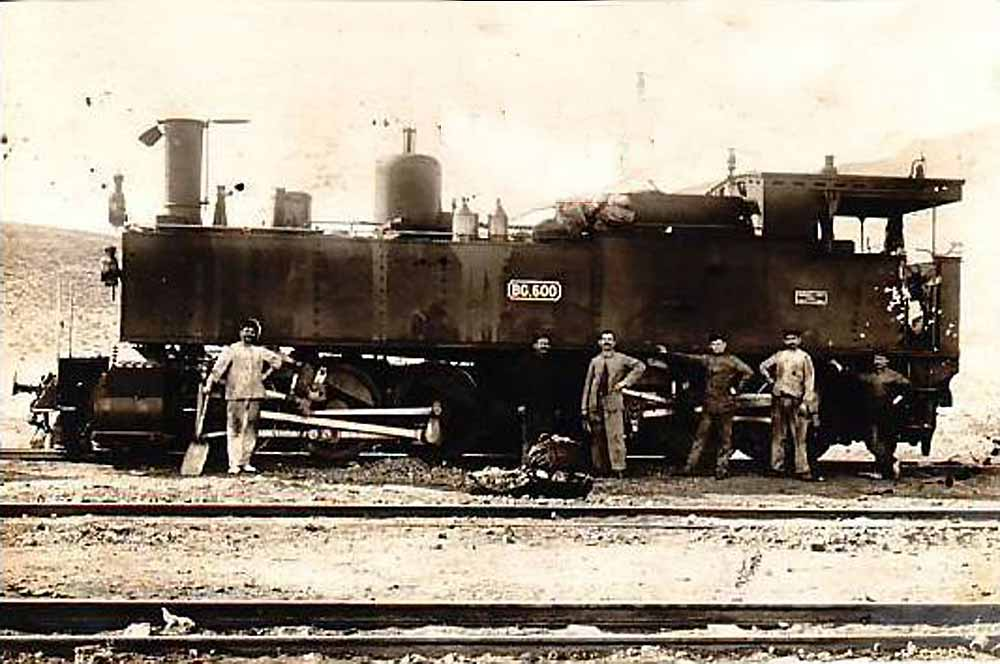
Une locomotive Mallet du chemin de fer tunisien Bône-Guelma construite par les Ateliers des Batignolles.
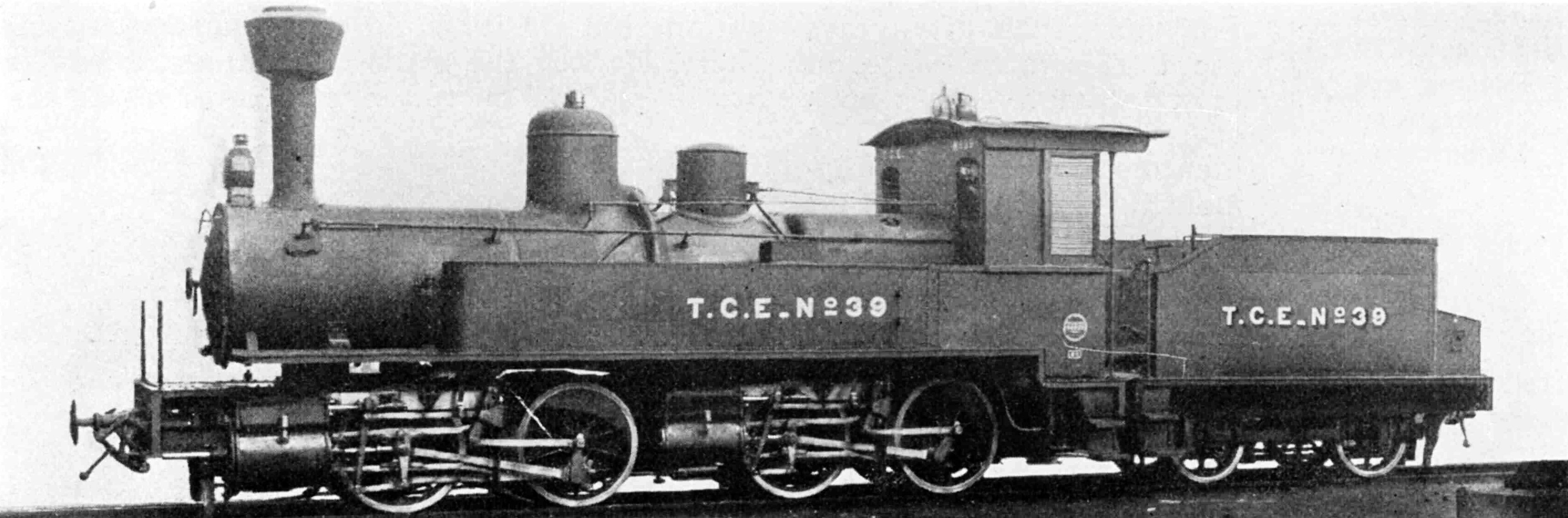
Locomotive à voie métrique 020+020 des chemins de fer Malgaches, construite par Baldwin.